# 음렬주의
음렬주의(音列主義, 프랑스어: Musique sérielle)는 곡을 쓰거나 분석하는 기법의 하나로, 음고·음세기·리듬과 같은 음악적 요소들을 어떤 음렬에 따라 음렬이 반복될 때까지 한 번씩 순서대로 쓰는 음악 기법을 말한다. 대표적인 음렬주의 작곡가로 카를하인츠 슈톡하우젠, 피에르 불레즈, 장 바라크, 마리오 다비도프스키가 있다.

## 역사
20세기 초 유럽에서는 조성에 기반한 기존 음악 형식을 탈피하는 음악을 모색하고 있었다. 많은 작곡가들이 선법이나 재즈에서 비롯된 음계를 썼다. 무조 음악을 쓰려는 시도도 있었다. 이런 음악의 흐름을 좇는 작곡가들은 이런 작곡 기법을 체계화하려는 시도를 했다.
1차 세계 대전 직후 아르놀트 쇤베르크가 피보나치 수열에서 영감을 받아 만든 12음렬 기법으로 된 음악을 처음으로 썼고, 그를 중심으로 한 제2 빈 악파의 안톤 베베른 등이 이를 발전시켰다. 쇤베르크는 음높이(音高)에만 순열을 규정하였으나 베베른은 리듬까지 순열화하였다.
독일에서 나치가 집권하면서 12음렬 기법 음악은 '인종법'에 의해 '타락한 음악(Entartete musik)'으로 분류되었다. 나치의 의도는 두 가지 측면으로 해석할 수 있는데, 쇤베르크를 비롯한 몇몇 작곡가들이 유대인이기 때문이라는 것과 나치의 예술은 대부분 선전용이었기 때문이라는 것이다. 쇤베르크, 베베른과 알반 베르크의 음악은 공연이 금지되었고 쇤베르크는 1933년에 미국으로 도피하게 되었다.
2차 세계 대전이 끝난 뒤 올리비에 메시앙의 제자들이 베베른의 곡을 분석하여 음렬주의를 발전시켰다. 메시앙은 음높이, 리듬, 셈여림(強弱), 음빛깔(音色, 터치의 종류나 악기의 음빛깔) 등의 모든 것을 순열적(세리엘, 프랑스어: sérielle)으로 써서 개개 음의 속성(屬性)을 그 모든 면에서 고정화시켜 음을 일종의 오브제로 하였다. 슈톡하우젠과 불레즈 같은 젊은 작곡가들은 나치의 억압을 받았던 음렬주의를 파시즘에 대한 저항으로 여겼다. 앨른 포트(Allen Forte)나 조지 펄(George Perle)과 같은 이론가들은 음렬주의 음악에 대한 체계적인 분석을 내놓았다. 음렬주의 음악은 우연성 음악과 같은 '과정에 의한 음악'의 발달에 영향을 주었다.

## 같이 보기
- 움베르토 에코
- 에른스트 크레네크
- 로저 스크러턴